# Região Sudeste dos Estados Unidos

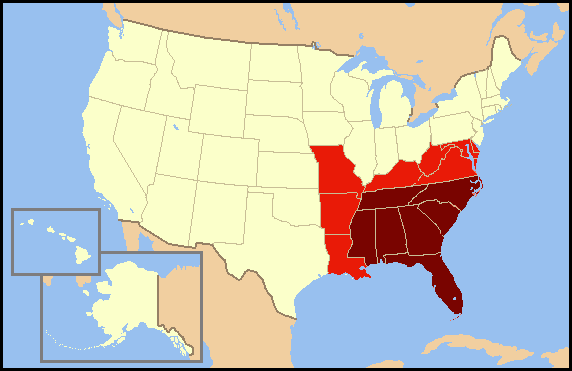
Região Sudeste dos Estados Unidos

A Região Sudeste dos Estados Unidos, também conhecido como Sudeste Americano, o Sudeste, ou o Sul, é uma região geográfica dos Estados Unidos localizada na porção oriental do sul dos Estados Unidos e na porção sul do leste dos Estados Unidos. A região inclui um núcleo de estados que alcança o norte de Maryland e Virgínia Ocidental, fazendo fronteira com o rio Ohio e a linha Mason-Dixon, e se estende a oeste até Arkansas e Louisiana.
 

Não há uma definição oficial do governo dos EUA para a região, e ela é definida de forma variável entre agências e organizações.